# Distretto di San Juan de Siguas
Il distretto di San Juan de Siguas è un distretto del Perù nella provincia di Arequipa (regione di Arequipa) con 1.295 abitanti al censimento 2007 dei quali 430 urbani e 865 rurali.
È stato istituito il 2 gennaio 1857.